# Авантуре Кида Опасност
Авантуре Кида Опасност је америчка анимирана телевизијска серија направљена од стране Дена Шнајдера. Серија је премијерно емитована у Сједињеним Америчким Државама на Никелодиону 15. јануара 2018, а званичну премијеру је имала 19. јануара 2018. године, такође на Никелодиону.
У Србији, Републики Српској, Северно Македонији и Црној Гори је званично емитована на каналу Никтунс где је синхронизована на српски. Базирана је на играној серији Хенри Опасност; гласове у серији позајмили су Џејс Норман, Купер Барнс, Мајкл Д. Коен, Рил Даунс, Шон Рајан Фокс, Ела Андерсон и Џефри Николас Браун.

## Синопис
Серија прати анимиране авантуре Капетана Мена и Кида Опасност, док се боре против зликоваца у фиктивном граду Свелвју.

## Ликови
- Хенри / Кид Опасност (глас Џејс Норман) је помоћник Капетана Мена.
- Реј / Капетан Мен (глас Купер Барнс) је Свелвиуски суперхерој.
- Швоз (глас Мајкл Д. Коен) је научник, помагач Капетана Мена и Кида Опасност.
- Шарлот (глас Рил Даунс) је Хенријева најбоља пријатељица.
- Џаспер (глас Шон Рајан Фокс) је Хенријев најбољи пријатељ.
- Пајпер (глас Ела Андерсон) је Хенријева млађа сестра.
- Гдин. Харт (глас Џефри Николас Браун)[1] је Хенријев и Пајперин отац.

## Рејтинзи
| Сезона | Епизоде | Прва епизода     | Прва епизода       | Последња епизода | Последња епизода   | Прос. гледаоца (милиони) |
| Сезона | Епизоде | Датум            | Гледаоци (милиони) | Датум            | Гледаоци (милиони) | Прос. гледаоца (милиони) |
| ------ | ------- | ---------------- | ------------------ | ---------------- | ------------------ | ------------------------ |
| 1      | 12      | 15. јануар 2018. | TBD                | 14. јун 2018.    | TBD                | 1.20                     |